# 26794 Yukioniimi
26794 Yukioniimi è un asteroide della fascia principale. Scoperto nel 1977, presenta un'orbita caratterizzata da un semiasse maggiore pari a 2,4507197 UA e da un'eccentricità di 0,0895250, inclinata di 6,20672° rispetto all'eclittica.